# 窄缝肺音蛛
窄缝肺音蛛（学名：Latithorax faustus）为皿蛛科肺音蛛属的动物。分布于欧洲以及中国大陆的吉林等地。